# Statutul Consiliului Europei
Statutul Consiliului Europei, având numărul STE n° 001 (în numerotația tratatelor Consiliului Europei) este tratatul care a instituit Consiliul Europei. Însoțit, amendat și completat prin alte texte, el guvernează funcționarea organizației și a organelor care o compun. Statutul Consiliului Europei, cunoscut și sub denumirea de  Tratatul de la Londra (1949), a fost semnat, în Palatul St. James din Londra, la data de 5 mai 1949, după deciziile luate în timpul Congresului de la Haga (1948). 
Tratatul a intrat în vigoare la 3 august 1949. Cele zece state, fondatoare, care l-au ratificat au fost:
- Belgia;
- Danemarca;
- Franța;
- Irlanda;
- Italia;
- Luxemburg;
- Marea Britanie;
- Norvegia;
- Suedia;
- Țările de Jos.

Ernest Bevin, în calitate de secretar de stat pentru Afacerile Externe ale Regatului Unit, a pronunțat discursul de deschidere, cu ocazia semnării tratatului. 
„Astăzi își găsește forma sa finală prezentul tratat, deschizând calea spre speranța unei vieți noi pentru Europa. Suntem martorii, pentru prima dată pe vechiul nostru continent, la nașterea unei instituții democratice comune.”

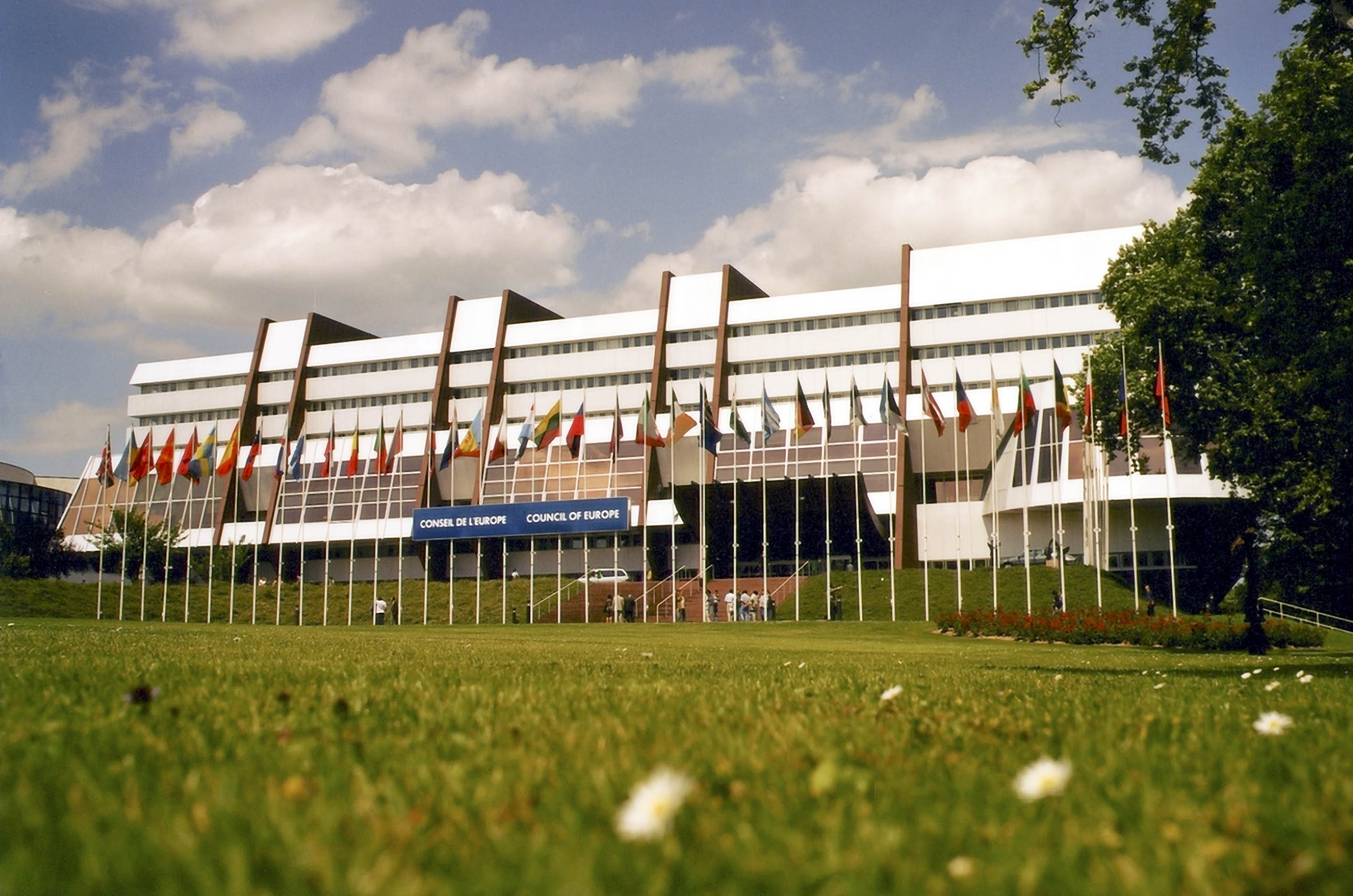
Palatul Europei, operă a arhitectului Henry Bernard, adăpostește sediul Consiliului Europei.

Tratatul definește obiectivele Consiliului Europei, stabilește organele, iar sediul Consiliului la Strasbourg.
Tratatul a fost redactat în engleză și în franceză, cele două limbi oficiale ale Consiliului, și a fost depus în arhivele Guvernului Regatului Unit, care le-a transmis copii certificate conforme guvernelor semnatare. În 2011 Tratatul fusese ratificat de 47 de state europene. În prezent limbile de lucru ale Consiliului Europei sunt: engleza, franceza, germana, italiana și rusa.
Consiliul Europei are drept obiective apărarea drepturilor omului, punerea în valoare a identității culturale a Europei, căutarea soluțiilor la problemele societății (îndeosebi discriminarea, terorismul, bioetica, ...), dezvoltarea stabilității democratice. Această instituție grupează 47 de țări. Bugetul pe 2007 al Consiliului era de 197.000.000 de euro.

## Acorduri și rezoluții cu valoare statutară complementare
În afară de Statut, funcționarea Consiliului Europei este guvernată de o mulțime de texte adoptate ulterior. Acestea au obiective diverse mergând de la modificările repartițiilor locurilor în Adunarea Parlamentară după o adeziune la adăugarea statutului special pentru statele care doresc statut de observator. Acestea sunt, în ordinea cronologică a adoptării lor:
- Acordul special relativ la Sediul Consiliului Europei, numerotat STE n° 003.
- un prim amendament la Statutul Consiliului Europei, numerotat STE n° 006.
- un al doilea amendament la Statutul Consiliului Europei, numerotat STE n° 007.
- o mulțime de „texte cu caracter statutar adoptate de Comitetul Miniștrilor în sesiunile sale a 8-a și a 9-a, și destinate găsirii ulterioare a locurilor lor într-un Statut revizuit”, numerotat STE n° 008.
- un al treilea amendament la Statutul Consiliului Europei, numerotat STE n° 011.
- o rezoluție statutară n° (93) 26 relativă la statutul de observator.
- o rezoluție statutară n° (93) 27 despre majoritățile cerute pentru decizii ale Comitetului Miniștrilor.
- o rezoluție statutară n° (93) 28  despre acordurile parțiale și lărgite.
- textul CM/Res(2011)2 relativ la Congresul puterilor locale și regionale al Consiliului Europei.
- Anexa la CM/Res(2011)2 - Carta Congresului puterilor locale și regionale ale Consiliului Europei.